# Bratonci
Bratonci (Duits: Neuhof) is een plaats in Slovenië en maakt deel uit van de gemeente Beltinci in de NUTS-3-regio Pomurska. De plaats telde 651 inwoners op 1 januari 2020.